# كتيبة جبل الإسلام
كتيبة جبل الإسلام هي منظمة جهادية مسلحة ذات أغلبية تركمانية سورية تأسست عام 2012 في منطقة البوجاق في منطقة شمال اللاذقية.

## التاريخ
تأسست الجماعة عام 2012 في منطقة اللاذقية، وتحديداً في منطقة جبل التركمان، ويقدر عدد أعضائها حالياً بنحو 300 عضو، وتعتبر الجماعة فرعاً من جبهة النصرة، والهدف الرئيسي منها هو "إقامة شريعة الله هي الحكم الشرعي في الأرض". وبعد اندماج جبهة النصرة وتنظيمات أخرى في هيئة تحرير الشام في عام 2017، حذت كتيبة جبل الإسلام حذوها وأعلنت الولاء لهيئة تحرير الشام. خلال عملياتها في محافظة اللاذقية، عملت كتيبة جبل الإسلام جنبًا إلى جنب مع الجيش السوري الحر بما في ذلك اللواء العاشر المدعوم من الولايات المتحدة، وعلى الرغم من عملها تحت قيادة هيئة تحرير الشام واستقبالها أيضًا 30-60 مسلحًا مدعومين من تركيا في منظمتها، فإن المجموعة تعتبر منظمة سلفية جهادية مستقلة. وعلى الرغم من ارتباطها بجبهة النصرة، فإن كتيبة جبل الإسلام لم يتم تصنيفها كمنظمة إرهابية من قبل أي حكومة رسمية. أقامت المنظمة احتفالات بما في ذلك حفلات الزواج الإسلامية وغيرها من الاحتفالات مع أعضائها. تعتبر كتيبة جبل الإسلام حليفًا وثيقًا للحزب الإسلامي التركستاني في سوريا حيث يعتبر كلاهما قوميين آسيويين عندما يتعلق الأمر بالعرق التركي، وهذا يشمل أنصار الإسلام وحراس الدين. على الرغم من أن معظم الأعضاء هم من التركمان السوريين، إلا أن بعض الأعضاء هم من العرب المغاربة. وفي عام 2016، أعلنت كتيبة جبل الإسلام دعمها لهيئة علماء الشام التي ضمت عبد الله المحيسني وأبو ماريا القحطاني. في 24 يناير 2024، جمدت الحكومة الفرنسية جميع الأصول التابعة لكتيبة جبل الإسلام في فرنسا مع 24 مجموعة أخرى بعد التقدم في اللاذقية وحماة.

### الهجمات

#### 2015
في إبريل 2015، فجّر عناصر من كتيبة جبل الإسلام عبوة ناسفة بدائية الصنع بالقرب من برج الدورية العسكرية 45، ما أدى إلى مقتل 4 ضباط و3 ضباط صف من بينهم العقيد سامر خليل من قرية الدريكيش، وزرع العبوة على بعد حوالي 500 متر (1640 قدمًا) من برج الدورية.
وفي يوليو 2015، شاركت كتيبة جبل الإسلام في هجمات على تل عثمان في جبل التركمان وضربات ضد قاعدة بيت عوان العسكرية إلى جانب مجموعات أخرى من جبهة النصرة من أجل استعادة الأراضي التي كانت تحت سيطرة قوات النظام.

#### 2016
خلال هجوم اللاذقية 2015-2016، سيطرت كتيبة جبل الإسلام على منطقة جبل التركمان بعد معارك مع المرتزقة الروس والجماعات الشيعية المدعومة من إيران. وتشمل هذه المناطق النقاط الاستراتيجية غيمام، وكيزيلاغ، وأفانلي (بيت أفان)، وتردكلي (بيت غازيباك)، وقرباكلي، وسراي، وأبلاك (بيت أبلاك)، وداغاجان بعد 11 شهرًا من المعارك مع قوات النظام والمنظمات الشيعية المسلحة المدعومة من إيران.
وفي 27 يناير أصدرت الكتيبة بيان أعلنت فيه مقتل ثلاثة من قوات النظام السوري برصاص قناص من الكتيبة على محاور جبل التركمان.

#### 2018
في عام 2018، أدلى القائد العسكري لكتيبة جبل الإسلام، زاهر أبو أسامة، بتصريحات لوكالة الأناضول الإخبارية المدعومة من تركيا، قال فيها إن أعضاء التنظيم هاجموا مرتزقة تدعمهم روسيا في جبل التركمان انتقامًا للهجمات على إدلب حيث ضربت طائرات حربية روسية مسلحي كتيبة جبل الإسلام في جبل التركمان. وهاجموا جنود النظام في مناطق بايربوجاق على أمل أن تخفف هذه الهجمات في البداية من هجمات سلاح الجو الروسي على عاصمة هيئة تحرير الشام الفعلية، إدلب. ومن خلال هذه الهجمات، سيطرت كتيبة جبل الإسلام على قرى فيلاس ومزارع قابي كايا، وقتلت عدداً كبيراً من جنود النظام.
وفي الهجوم الانتقامي الأولي، استهدفوا جبل الصراف، مما أسفر عن مقتل 17 جنديًا من قوات النظام السوري بعد دخولهم مسافة تقدر بنحو 12 كيلومترًا (7.45 ميلًا) عبر خط السيطرة من قبل النظام السوري وحده إلى جانب هيئة تحرير الشام وحراس الدين. وفي اليوم التالي، أي في 22 كانون الثاني/يناير، هاجمت كتيبة جبل الإسلام مع هيئة تحرير الشام مجدداً نقاطاً للنظام السوري في جبل الصراف، ما أدى إلى مقتل 20 عنصراً من قوات النظام السوري وإصابة 15 آخرين. وبعد ذلك قاموا بشن هجمات على بلدتي قب قيا والفلة حيث استولوا أيضاً على كميات كبيرة من المعدات العسكرية بما في ذلك الأسلحة الخفيفة ، ودمروا الخيام التي كان يستخدمها جنود النظام السوري. كما زعموا تدمير قاعدة صواريخ مضادة للدبابات. ورداً على العمليات في جبل الصراف، قصفت قوات النظام مناطق اليامدية والسلور من مراصد البيضا وتل أبو علي، ولم ترد أنباء عن سقوط ضحايا في جانب المعارضة السورية. خلال ذلك، شاركت كتيبة جبل الإسلام في عملية انغماسية إلى جانب هيئة تحرير الشام ضد المرتزقة الروس وقوات الحكومة السورية الملقبة بعملية "يعذبكم الله بأيديكم" حيث قتل مسلحو كتيبة جبل الإسلام 12 جنديًا من جنود النظام ودمروا العديد من المركبات في العملية الأولى بينما قام أفراد من الفرقة الساحلية الأولى في الوقت نفسه بتدمير صاروخ كورنيت سوري من طراز 9M133 باستخدام صاروخ فاجوت من طراز 9K111. وفي اليوم التالي (23 يناير/كانون الثاني 2018)، نفذت كتيبة جبل الإسلام كمينين أسفرا، بحسب المجموعة، عن مقتل 9 من مقاتلي النظام، ويقال إن العديد من هذه الكمائن وقعت في منطقة جبل الصراف. وتواصلت هجمات كتيبة جبل الإسلام مستهدفة جبل البيضا والزاهية وتلة أبو علي وتلة الزلزلة، وقال القيادي في التنظيم الشيخ فداء خربطلي إن "مجموعة مقاتلي الغمر تمكنت من تنفيذ عملية نوعية في محور الصراف، حيث تسللت إلى مواقع قوات النظام في المنطقة، وقتلت 15 عنصراً في العملية"، وقد قوبلت المجموعة بنيران الدبابات والقصف الكثيف خلال هذه العملية. في 24 يناير 2024، قُتل 17 عنصرًا من الفرقة 144 في الجيش العربي السوري إجمالاً بعد عمليات نفذتها كتيبة جبل الإسلام استهدفت مواقع في صراف بما في ذلك جبل البيضا والزاهية وتل أبو علي وتل الزلزلة؛ أصدر زعيم المجموعة المسلحة الشيخ أبو عبيدة فدا هذه المعلومات. في 25 يناير 2018، أعلنت كتيبة جبل الإسلام رسميًا أن العملية كانت ناجحة ضد بايربوجاق الخاضعة للسيطرة السورية حيث قُتل 20 جنديًا من النظام السوري وأصيب 19 آخرون، قبل هذه العملية، كان النظام السوري يسيطر على 80٪ من منطقة جبل التركمان. كما استهدفت كتيبة جبل الإسلام جنوداً للنظام السوري في منطقة الفاخورة، ما أدى إلى مقتل 9 جنود للنظام وإصابة العديد آخرين، بينهم ثلاثة ضباط سوريين. وشمل الدمار أيضًا مدفعًا مضادًا للطائرات من طراز 23×152 مم ب سوريًا ومركبة همفي سورية، كما شملت الهجمات أيضًا حدود جبل الأكراد. وفي وقت لاحق من ذلك اليوم، نصب مسلحو كتيبة جبل الإسلام كمينًا لجنود النظام في شمال اللاذقية، مما أسفر عن مقتل 5 منهم بهدف توسيع منطقة سيطرتهم في شمال اللاذقية.

#### 2019
وفي عام 2019، سيطرت كتائب جبل الإسلام، بمساعدة غرفة عمليات وحرض المؤمنين وفصائل من الجبهة الوطنية للتحرير، على 15 موقعاً في محافظة اللاذقية بما في ذلك ثلاثة تلال استراتيجية، تل الفرسان، وتلة الطاحونة، وتلة الزيتونة في جبل التركمان. وأدى ذلك إلى مقتل 30 عنصراً من قوات النظام السوري وتدمير دبابتين بصواريخ موجهة من راجمة صواريخ آر بي جي ، والاستيلاء على دبابة ثالثة في تل زاهية حيث حاولوا مواصلة الهجوم باتجاه السيطرة على تل عطيرة. ثم نشرت غرفة عمليات حشد المؤمنين فيديو مصوراً تحدث أيضاً عن الجهاد والاستشهاد بعنوان (فإذا دخلتموه فإنكم غالبون) عرض الهجمات التي حدثت. كما تضمن الفيديو دعوات للإفراج عن المعتقلين السياسيين السوريين، وانتشر الفيديو على منصات التواصل الاجتماعي بما في ذلك موقع اليوتيوب.